# Манци, Элиос
Элиос Манци (итал. Elios Manzi; род. 28 марта 1996, Мессина, Сицилия) — итальянский дзюдоист, призёр чемпионатов Европы в весовой категории до 60 и 66 кг. Двукратный чемпион Европы среди юниоров. Участник Летних Олимпийских игр 2016 года.

## Спортивная карьера
На чемпионатах Европы среди юниоров в 2011 и 2013 годах одержал две победы, став двукратным чемпионом континента в этой возрастной категории.
Принимал участие в юношеских Олимпийских играх 2014 года, которые проходили в Нанкине в Китае.
На чемпионате Европы 2016 года, который проходил в Казани завоевал бронзовую медаль в весовой категории до 60 килограммов. На турнире гран-при в Алма-Ате стал победителем. В этом же 2016 году принял участие в турнире дзюдоистов на летних Олимпийских играх в Рио-де-Жанейро, где в категории до 60 килограммов в 1/16 финала уступил корейскому спортсмену Ким Вон Джин.
В апреле 2022 года на чемпионате Европы в столице Болгарии, в весовой категории до 66 кг повторил свой успех и вновь завоевал бронзовую медаль турнира.